# Armadillidium emmae
Armadillidium emmae är en kräftdjursart som beskrevs av Hans Strouhal 1937. Armadillidium emmae ingår i släktet Armadillidium och familjen klotgråsuggor. Inga underarter finns listade i Catalogue of Life.